# سوزوکا اوهگو
سوزوکا اوهگو (ژاپنی: 大後 寿々花؛ زادهٔ ۵ اوت ۱۹۹۳) یک هنرپیشه اهل ژاپن است.
از فیلم‌ها یا برنامه‌های تلویزیونی که وی در آن نقش داشته است می‌توان به خاطرات یک گیشا و مسئله کیریشیما اشاره کرد.